# مالی لمانت
مالی لمانت (انگلیسی: Molly Lamont؛ ‏ ۲۲ مهٔ ۱۹۱۰ – ۷ ژوئیهٔ ۲۰۰۱) بازیگر اهل بریتانیا بود.
از فیلم‌ها یا برنامه‌های تلویزیونی که وی در آن نقش داشته‌است، می‌توان به با احتیاط جابه‌جا کنید، حقیقت تلخ، صخره‌های سفید دوور، ماری ملکه اسکاتلند، ترسیده در حد مرگ، هدرا، و ماه و شش پشیز اشاره کرد.